# Discographie de 2NE1
2NE1 est un girl group sud-coréen signé chez YG Entertainment. Leur discographie se compose de quatre albums studio, trois extended plays et 25 singles. CL, Bom, Dara et Minzy composent le quartette. Le groupe s'est établi sur la scène musicale coréenne en mars 2009 avec la sortie de "Lollipop", une collaboration avec un autre groupe de leur label, Bigbang.
"Fire" est le premier single officiel du groupe et sort le 6 mai 2009. La chanson a servi de premier single pour le premier EP du groupe, 2NE1, sorti le 8 juillet 2009. Cet album s'est classé no 1 et a vendu plus de 225 000 copies. "I Don't Care" a fait office de single promotionnel principal durant cette période, et a aussi été no 1. Le remix reggae de la chanson a été sorti comme le prochain single officiel. Après 2NE1, le groupe a commencé à faire la promotion de leurs singles solo: "Kiss", "You and I", et "Please Don't Go". Chaque single s'est classé dans le top 10 en Corée du Sud.

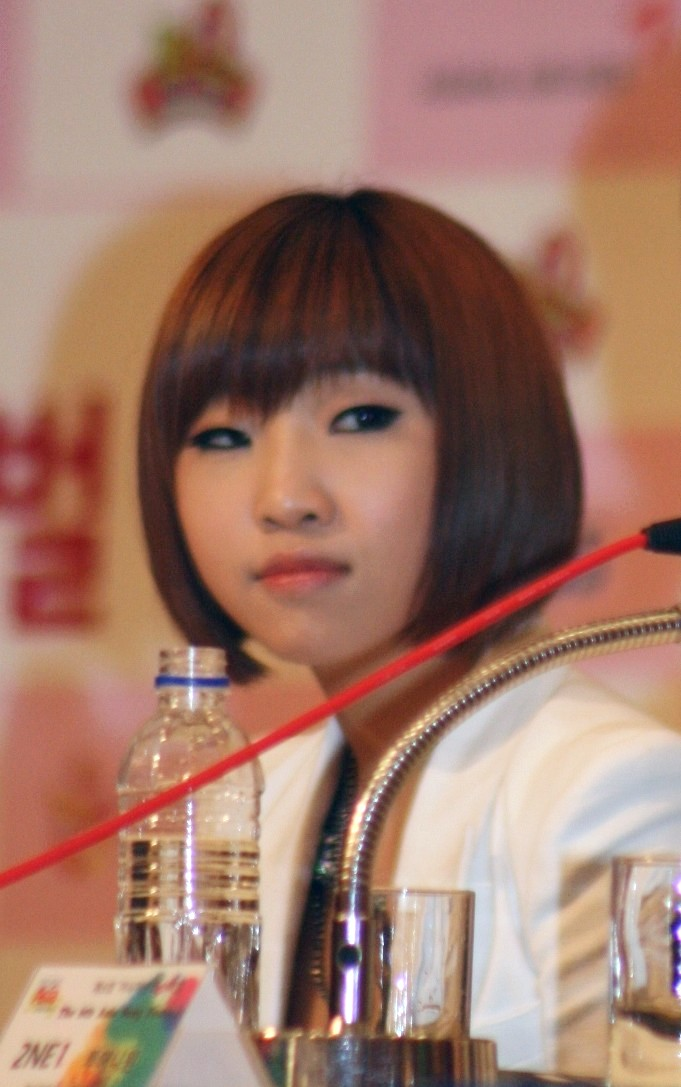
Minzy, la maknae du groupe, en 2009

En février 2010, le groupe sort son quatrième single en tant que groupe, intitulé Try to Follow Me. La chanson a été décrite comme un « pont entre leur ancien style et leur nouveau », dû à l'usage récurrent d'auto-tune. 2NE1 sort son premier album studio To Anyone le 9 septembre 2010. Il a été présenté par les singles promotionnels Clap Your Hands, Go Away, Can't Nobody et It Hurts (Slow). Chaque morceau s'est classé dans le top 5 en Corée du Sud.

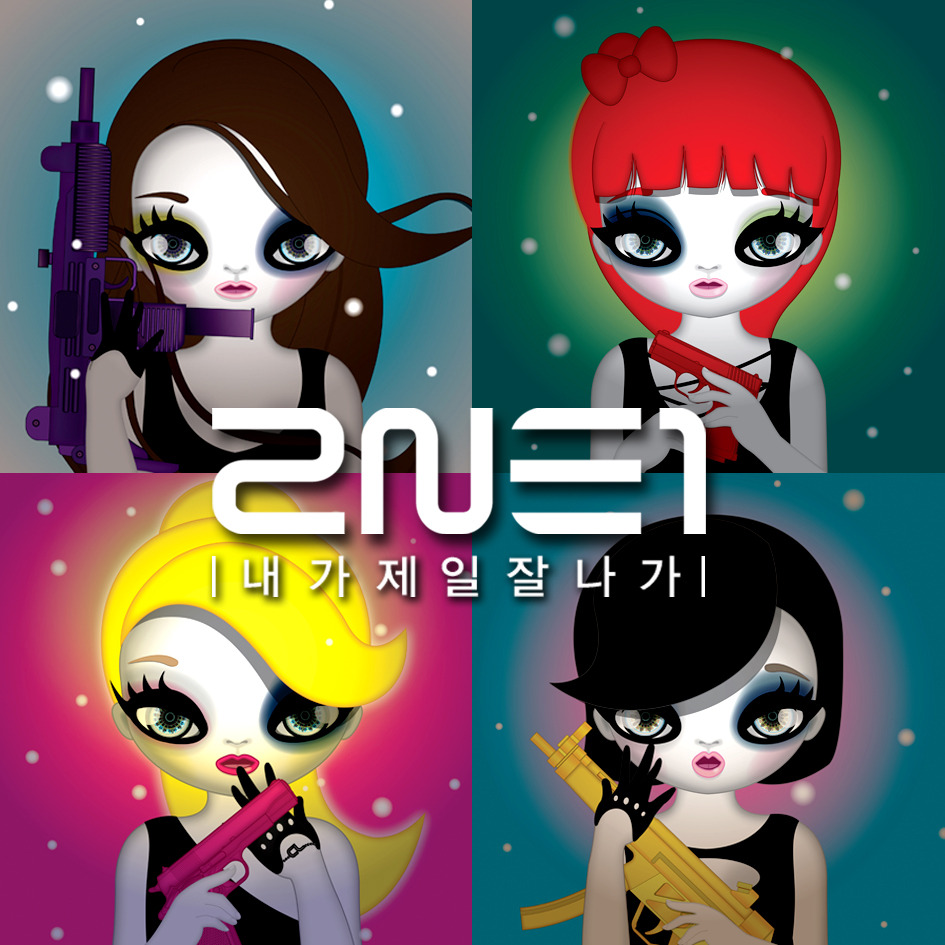
L'icône de la célèbre chanson i am the best

Une chanson très connue de 2NE1 est i am the best (traduction: je suis la meilleure)
Don't Stop the Music a été la première sortie internationale officielle de 2NE1 ainsi que le cinquième single officiel en tant que groupe, car il devait être un « cadeau spécial pour les fans thaïlandais ». Après la sortie de leur deuxième EP éponyme 2NE1 (2011), qui contient plusieurs hits comme « Lonely » et « I Am the Best », 2NE1 retournent dans les classements musicaux coréens avec la sortie de leur single "I Love You" sorti le 5 juillet 2012.
Leur deuxième album coréen Crush est sorti le 7 mars 2014, vendant plus de 5 000 copies aux États-Unis et se classant à la 61e position du Billboard 200 lors de sa première semaine après sa sortie. L'album a battu deux records : meilleure vente d'un album de K-pop et meilleur classement d'un album de K-pop dans le Billboard 200, battant les records précédemment détenus par l'EP Alive de Bigbang (4 100 copies) et l'EP Twinkle de Girls' Generation-TTS (126e position).

## Albums

### Albums studio
| Titre                                                                                 | Détails sur l'album                                                                       | Meilleure position | Meilleure position | Meilleure position | Meilleure position | Meilleure position | Meilleure position | Meilleure position | Ventes                                   |        |
| Titre                                                                                 | Détails sur l'album                                                                       | COR                | FRA Télé.          | JPN                | JPN Sales          | UK Indie           | US                 | US World           | Ventes                                   |        |
| Coréen                                                                                | Coréen                                                                                    | Coréen             | Coréen             | Coréen             | Coréen             | Coréen             | Coréen             | Coréen             | Coréen                                   | Coréen |
| ------------------------------------------------------------------------------------- | ----------------------------------------------------------------------------------------- | ------------------ | ------------------ | ------------------ | ------------------ | ------------------ | ------------------ | ------------------ | ---------------------------------------- | ------ |
| To Anyone                                                                             | - Date de sortie: 9 septembre 2010 - Label: YG Entertainment - Format: CD, téléchargement | 1                  | —                  | 27                 | —                  | —                  | —                  | 7                  | - COR: 168,710 - JPN: 17,000             |        |
| Crush                                                                                 | - Date de sortie: 26 février 2014 - Label: YG, KT Music - Format: CD, téléchargement      | 2                  | 65                 | 4                  | 7                  | 44                 | 61                 | 2                  | - COR: 71,236 - JPN: 37,000 - US: 10,000 |        |
| Japonais                                                                              |                                                                                           |                    |                    |                    |                    |                    |                    |                    |                                          |        |
| Collection                                                                            | - Date de sortie: 28 mars 2012 - Label: YG Entertainment - Format: CD, téléchargement     | —                  | —                  | 5                  | 5                  | —                  | —                  | —                  | - JPN: 50,000                            |        |
| "—" signifie que le morceau ne s'est pas classé ou n'est pas sorti dans cette région. |                                                                                           |                    |                    |                    |                    |                    |                    |                    |                                          |        |

### Extended plays
| Titre                                                                                 | Détails sur l'album                                                                                  | Meilleure position | Meilleure position | Meilleure position | Meilleure position | Ventes                        |        |
| Titre                                                                                 | Détails sur l'album                                                                                  | COR                | JPN ,              | US Heat            | US World           | Ventes                        |        |
| Coréen                                                                                | Coréen                                                                                               | Coréen             | Coréen             | Coréen             | Coréen             | Coréen                        | Coréen |
| ------------------------------------------------------------------------------------- | --- | ------------------ | ------------------ | ------------------ | ------------------ | ----------------------------- | ------ |
| 2NE1 1st Mini Album                                                                   | - Date de sortie: 8 juillet 2009 - Label: YG Entertainment, Rhythm Zone - Format: LP, téléchargement | 1                  | 24                 | —                  | —                  | - COR: 225,301 - JPN: 17,200  |        |
| 2NE1 2nd Mini Album                                                                   | - Date de sortie: 28 juillet 2011 - Label: YG Entertainment - Format: LP, téléchargement             | 1                  | 26                 | 34                 | 4                  | - COR: 114,406, - JPN: 15,600 |        |
| Japonais                                                                              | |                    |                    |                    |                    |                               |        |
| Nolza                                                                                 | - Date de sortie: 21 septembre 2011 - Label: YG - Format: LP, téléchargement                         | —                  | 1                  | —                  | —                  | - JPN: 48,218                 |        |
| "—" signifie que le morceau ne s'est pas classé ou n'est pas sorti dans cette région. | |                    |                    |                    |                    |                               |        |

### Compilations

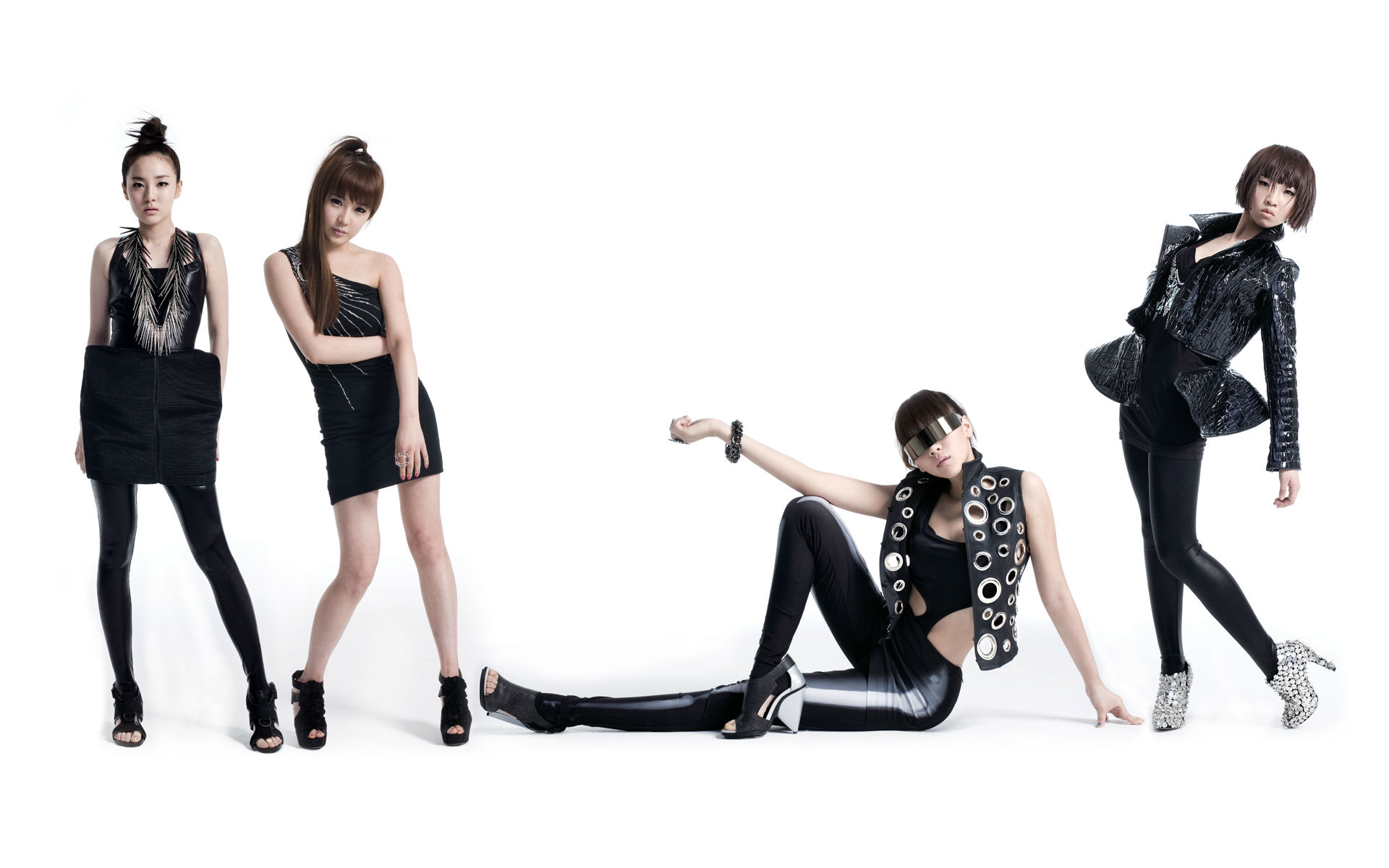
2NE1 en 2009

| Titre                                | Détails sur l'album                                                       |
| Coréen                               | Coréen                                                                    |
| ------------------------------------ | ------------------------------------------------------------------------- |
| 2NE1 Best Collection -Korea Edition- | - Date de sortie: 10 décembre 2014 - Label: Avex - Format: téléchargement |

### Albums live
| Titre                                                                                 | Détails sur l'album                                                                       | Meilleure position | Meilleure position | Ventes                                                                              |
| Titre                                                                                 | Détails sur l'album                                                                       | COR                | JPN                | Ventes                                                                              |
| ------------------------------------------------------------------------------------- | ----------------------------------------------------------------------------------------- | ------------------ | ------------------ | ----------------------------------------------------------------------------------- |
| 2NE1 1st Live Concert (Nolza!)                                                        | - Date de sortie: 23 novembre 2011 - Label: YG Entertainment - Format: LP, téléchargement | 4                  | 134                | - JPN: 1,900                                                                        |
| 2012 2NE1 Global Tour: New Evolution (Live in Seoul)                                  | - Date de sortie: 4 décembre 2012 - Label: YG Entertainment - Format: LP, téléchargement  | 5                  | 195                | - WW: 60,000 (à compter de septembre 2014) - COR: 30,000 - JPN: 20,000 - CHN: 6,000 |
| 2014 2NE1 World Tour: All or Nothing (Live in Seoul)                                  | - Date de sortie: 23 mai 2014 - Label: YG Entertainment - Format: LP, CD, téléchargement  | 5                  | 209                | - COR: 4,100 - JPN: 400                                                             |
| "—" signifie que le morceau ne s'est pas classé ou n'est pas sorti dans cette région. |                                                                                           |                    |                    |                                                                                     |

## Singles
| Titre                                                                                 | Année  | Meilleure position | Meilleure position | Meilleure position | Meilleure position | Meilleure position | Ventes                                 | Album       |
| Titre                                                                                 | Année  | COR                | COR Hot ,          | FRA                | JPN                | JPN Hot            | Ventes                                 | Album       |
| Coréen                                                                                | Coréen | Coréen             | Coréen             | Coréen             | Coréen             | Coréen             | Coréen                                 | Coréen      |
| ------------------------------------------------------------------------------------- | ------ | ------------------ | ------------------ | ------------------ | ------------------ | ------------------ | -------------------------------------- | ----------- |
| "Fire"                                                                                | 2009   | —                  | —                  | —                  | —                  | —                  |                                        | 2NE1 (2009) |
| "I Don't Care"                                                                        | 2009   | —                  | —                  | —                  | —                  | —                  | - COR: 4,500,000                       | 2NE1 (2009) |
| "Clap Your Hands"                                                                     | 2010   | 3                  | —                  | —                  | —                  | —                  | - COR: 1,841,485                       | To Anyone   |
| "Go Away"                                                                             | 2010   | 1                  | —                  | —                  | —                  | —                  | - COR: 2,904,173                       | To Anyone   |
| "Can't Nobody"                                                                        | 2010   | 2                  | —                  | —                  | —                  | —                  | - COR: 2,545,250                       | To Anyone   |
| "It Hurts (Slow)"                                                                     | 2010   | 4                  | —                  | —                  | —                  | —                  | - COR: 1,840,074                       | To Anyone   |
| "Lonely"                                                                              | 2011   | 1                  | —                  | —                  | —                  | —                  | - COR: 3,040,386                       | 2NE1 (2011) |
| "I Am the Best"                                                                       | 2011   | 1                  | 12                 | 61                 | —                  | 53                 | - COR: 3,704,000 - JPN: 100,000 (Gold) | 2NE1 (2011) |
| "Hate You"                                                                            | 2011   | 3                  | 4                  | —                  | —                  | —                  | - COR: 2,577,420                       | 2NE1 (2011) |
| "Ugly"                                                                                | 2011   | 1                  | 3                  | —                  | —                  | —                  | - COR: 3,300,000                       | 2NE1 (2011) |
| "I Love You"                                                                          | 2012   | 1                  | 1                  | —                  | —                  | —                  | - COR: 2,883,000                       | N/A         |
| "Falling in Love"                                                                     | 2013   | 1                  | 2                  | —                  | —                  | —                  | - COR: 885,446                         | N/A         |
| "Do You Love Me"                                                                      | 2013   | 3                  | 2                  | —                  | —                  | —                  | - COR: 638,002                         | N/A         |
| "Missing You"                                                                         | 2013   | 1                  | 2                  | —                  | —                  | —                  | - COR: 1,083,310,                      | N/A         |
| "Come Back Home"                                                                      | 2014   | 1                  | 2                  | —                  | —                  | —                  | - COR: 1,300,000,                      | Crush       |
| "Gotta Be You"                                                                        | 2014   | 3                  | 4                  | —                  | —                  | —                  | - COR: 930,879                         | Crush       |
| "Goodbye"                                                                             | 2017   | 23                 | —                  | 109                | —                  | —                  | - COR: 120,000                         | N/A         |
| Japonais                                                                              |        |                    |                    |                    |                    |                    |                                        |             |
| "Go Away"                                                                             | 2011   | —                  | —                  | —                  | 12                 | 14                 | - JPN: 21,144                          | Collection  |
| "Scream"                                                                              | 2012   | —                  | —                  | —                  | 14                 | 18                 | - JPN: 6,545                           | Collection  |
| "I Love You"                                                                          | 2012   | —                  | —                  | —                  | 5                  | 29                 | - JPN: 15,692                          | Crush       |
| "—" signifie que le morceau ne s'est pas classé ou n'est pas sorti dans cette région. |        |                    |                    |                    |                    |                    |                                        |             |

### Singles promotionnels
| Titre                                                                                 | Année | Meilleure position | Ventes           | Album       |
| Titre                                                                                 | Année | COR                | Ventes           | Album       |
| ------------------------------------------------------------------------------------- | ----- | ------------------ | ---------------- | ----------- |
| "Lollipop" (avec Bigbang)                                                             | 2009  | —                  | - COR: 3,000,000 | 2NE1 (2009) |
| "Try to Follow Me"                                                                    | 2010  | 1                  | - COR: 1,741,000 | To Anyone   |
| "—" signifie que le morceau ne s'est pas classé ou n'est pas sorti dans cette région. |       |                    |                  |             |

## Autres chansons classées

### Chansons coréennes
| Année | Titre                                | Meilleure position | Meilleure position | Ventes*   | Album       |
| Année | Titre                                | COR Gaon           | COR Hot 100        | Ventes*   | Album       |
| --- | ------------------------------------ | ------------------ | ------------------ | --------- | ----------- |
| 2009 | "In the Club"                        | —                  | —                  | —         | 2NE1 (2009) |
| 2009 | "Let's Go Party"                     | —                  | —                  | —         | 2NE1 (2009) |
| 2009 | "Pretty Boy"                         | —                  | —                  | —         | 2NE1 (2009) |
| 2009 | "Stay Together"                      | —                  | —                  | —         | 2NE1 (2009) |
| 2010 | "I'm Busy"                           | 14                 | —                  | 1,053,101 | To Anyone   |
| 2010 | "Love Is Ouch"                       | 13                 | —                  | 943,293   | To Anyone   |
| 2011 | "Don't Stop the Music"               | 3                  | —                  | 618,778   | 2NE1 (2011) |
| 2014 | "Crush"                              | 7                  | 9                  | 487,941   | Crush       |
| 2014 | "If I Were You"                      | 8                  | 7                  | 806,471   | Crush       |
| 2014 | "Good to You"                        | 11                 | 11                 | 344,805   | Crush       |
| 2014 | "MTBD" (solo de CL)                  | 15                 | 16                 | 647,000   | Crush       |
| 2014 | "Happy"                              | 14                 | 17                 | 371,207   | Crush       |
| 2014 | "Scream" (version coréenne)          | 17                 | 18                 | 327,200   | Crush       |
| 2014 | "Baby I Miss You"                    | 16                 | 22                 | 281,236   | Crush       |
| 2014 | "Come Back Home" (Unplugged Version) | 28                 | 39                 | 156,000   | Crush       |
| "—" signifie que le morceau ne s'est pas classé ou n'est pas sorti dans cette région. *Les ventes coréennes sont arrondies à la millième copie près. |                                      |                    |                    |           |             |

### Chansons japonaises
| 2012                                                                                  | "Like a Virgin" | 79 | Collection |
| "—" signifie que le morceau ne s'est pas classé ou n'est pas sorti dans cette région. |                 |    |            |

## Apparitions
| Année | Titre                                             | Notes                                             | Album      |
| ----- | ------------------------------------------------- | ------------------------------------------------- | ---------- |
| 2010  | "Don't Stop the Music (Yamaha Fiore ver.)"        | Yamaha Fiore Project (chanson coréenne)           |            |
| 2012  | "Be Mine"                                         | Intel Make Thumb Noise Project (chanson anglaise) |            |
| 2012  | "She's So (Outta Control)" (M-Flo featuring 2NE1) | Chanson japonaise                                 | Square One |
| 2013  | "Take The World On"                               | Intel Ultrabook Project (chanson anglaise)        |            |
| 2013  | "Gettin' Dumb" (will.i.am ft. apl.de.ap et 2NE1)  | Chanson anglaise                                  | #willpower |

## DVDs

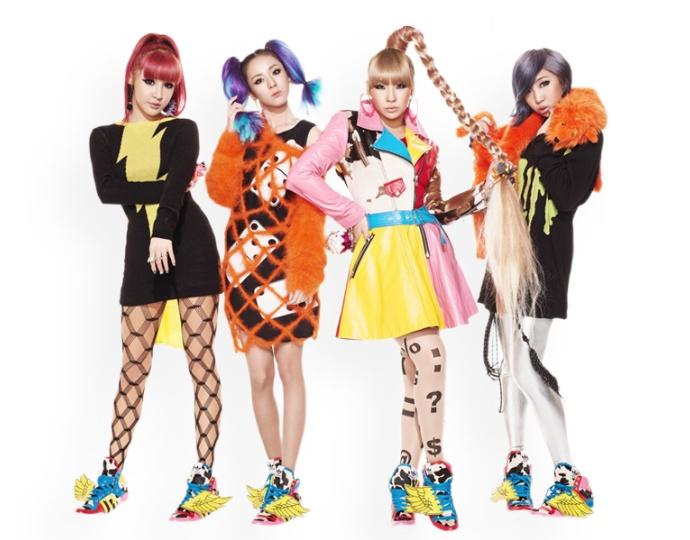
2NE1 en 2011

| Année                                 | Titre                                                                      |
| ------------------------------------- | -------------------------------------------------------------------------- |
| 1st Live Concert Nolza! Live in Seoul | - Date de sortie: 21 décembre 2011 - Label: YG Entertainment - Format: DVD |
| 1st Japan Tour Nolza in Japan         | - Date de sortie: 29 février 2012 - Label: YG - Format: DVD                |
| 2NE1 TV Season 1 Box                  | - Date de sortie: 21 mars 2012 - Label: YG - Format: DVD                   |
| 2NE1 TV Season 2 Box                  | - Date de sortie: 21 mars 2012 - Label: YG - Format: DVD                   |
| New Evolution Global Tour in Seoul    | - Date de sortie: 16 janvier 2013 - Label: YG - Format: DVD                |
| 2NE1 TV Season 3 Box                  | - Date de sortie: 3 mars 2013 - Label: YG - Format: DVD                    |
| New Evolution Global Tour in Japan    | - Date de sortie: 13 mars 2013 - Label: YG - Format: DVD, Blu-ray          |

## Vidéoclips
| Année                            | Titre                                 | Réalisateur(s)                    | Référence |
| -------------------------------- | ------------------------------------- | --------------------------------- | --------- |
| 2009                             | "Lollipop" (avec Bigbang)             | Seo Hyun-seung                    |           |
| 2009                             | "Fire" (Space Version)                | Seo Hyun-seung                    |           |
| 2009                             | "Fire" (Street Version)               | Seo Hyun-seung                    |           |
| 2009                             | "I Don't Care"                        | Seo Hyun-seung                    |           |
| 2009                             | "Kiss" (solo de Dara)                 | Seo Hyun-seung                    |           |
| 2009                             | "You and I" (solo de Bom)             | Seo Hyun-seung                    | [ 56 ]    |
| 2010                             | "Try to Follow Me"                    | Seo Hyun-seung                    | [ 57 ]    |
| 2010                             | "Clap Your Hands"                     | Seo Hyun-seung                    | [ 58 ]    |
| 2010                             | "Go Away"                             | Jae Eun-taek                      | [ 59 ]    |
| 2010                             | "Can't Nobody"                        | Seo Hyun-seung                    | [ 60 ]    |
| 2010                             | "It Hurts (Slow)"                     | Kim Hye-jeong                     | ,         |
| 2010                             | "Don't Stop the Music"                |                                   | [ 63 ]    |
| 2011                             | "Can't Nobody" (version anglaise)     | Seo Hyun-seung                    | ,         |
| 2011                             | "Don't Cry" (solo de Bom)             |                                   |           |
| 2011                             | "Lonely"                              | Han Sa-min                        | [ 65 ]    |
| 2011                             | "I Am the Best"                       | Seo Hyun-seung                    | [ 66 ]    |
| 2011                             | "I Am the Best" (version japonaise)   | Seo Hyun-seung                    | [ 66 ]    |
| 2011                             | "Hate You"                            | Mari Kim                          | [ 67 ]    |
| 2011                             | "Ugly"                                | Han Sa-min                        | [ 67 ]    |
| 2011                             | "Hate You" (version japonaise)        | Mari Kim                          | [ 67 ]    |
| 2011                             | "Ugly" (version japonaise)            | Han Sa-min                        | [ 67 ]    |
| 2011                             | "Lonely" (version japonaise)          |                                   | [ 67 ]    |
| 2011                             | "Go Away" (version japonaise)         |                                   |           |
| 2012                             |                                       |                                   |           |
| "Scream"                         |                                       |                                   |           |
| "Be Mine" (Intel Project)        |                                       |                                   |           |
| "I Love You"                     | Seo Hyun-seung                        |                                   |           |
| "I Love You" (version japonaise) | Seo Hyun-seung                        |                                   |           |
| 2013                             | Seo Hyun-seung                        | "The Baddest Female" (solo de CL) |           |
| 2013                             | "Falling In Love"                     | Sa Min Han                        | [ 68 ]    |
| 2013                             | "Do You Love Me"                      | Seo Hyun-seung                    | [ 69 ]    |
| 2013                             | "Missing You"                         | Sa Min Han                        |           |
| 2014                             | "Come Back Home"                      | Dee Shin                          | [ 70 ]    |
| 2014                             | "Happy"                               | Sa Min Han                        |           |
| 2014                             | "Gotta Be You"                        | Sa Min Han                        |           |
| 2014                             | "Falling In Love" (version japonaise) | Sa Min Han                        |           |
| 2014                             | "Do You Love Me" (version japonaise)  | Seo Hyun-seung                    |           |
| 2014                             | "Missing You" (version japonaise)     | Seo Hyun-seung                    |           |
| 2014                             | "Happy" (version japonaise)           | Sa Min Han                        |           |
| 2014                             | "Gotta Be You" (version japonaise)    | Seo Hyun-seung                    |           |
| 2014                             | "Come Back Home" (version japonaise)  | Dee Shin                          | [ 70 ]    |
| 2014                             | "Crush" (version japonaise)           | Seo Hyun-seung                    |           |